# San Miguel Tulijá, Chilón
San Miguel Tulijá är en ort i Mexiko.   Den ligger i kommunen Chilón och delstaten Chiapas, i den sydöstra delen av landet, 800 km öster om huvudstaden Mexico City. San Miguel Tulijá ligger 440 meter över havet och antalet invånare är 192.
Terrängen runt San Miguel Tulijá är kuperad åt sydväst, men åt nordost är den platt. Runt San Miguel Tulijá är det ganska glesbefolkat, med 31 invånare per kvadratkilometer. Närmaste större samhälle är Peña Limonar, 10,1 km söder om San Miguel Tulijá. I omgivningarna runt San Miguel Tulijá växer i huvudsak städsegrön lövskog.